# SINGLES (岩崎良美のアルバム)
『SINGLES』（シングルス）は、1982年12月5日にリリースされた岩崎良美初のベスト・アルバム。発売元はキャニオンレコード。
デビューシングル「赤と黒」から最新シングル「化粧なんて似合わない」までのシングルA面曲(両A面を含む)を全て収録した岩崎良美初のシングル・ベストである。
本作はポニー・キャニオンの ″スタジアム・ジャンパープレゼント″ 対象商品として発売された。

## 収録曲

### LP／CT

#### Side A
1. 赤と黒　
作詞: なかにし礼 / 作曲: 芳野藤丸 / 編曲: 大谷和夫
2. 涼風
作詞: 来生えつこ / 作曲: 芳野藤丸 / 編曲: 大谷和夫
3. あなた色のマノン　
作詞: なかにし礼 / 作曲: 芳野藤丸 / 編曲: 大谷和夫
4. I THINK SO　
作詞: 岡田冨美子 / 作曲: 網倉一也 / 編曲: 船山基紀
5. 四季
作詞: 丹羽しげお / 作曲・編曲: 佐藤準
6. LA WOMAN　
作詞: 大津あきら / 作曲:  南佳孝 / 編曲: 船山基紀

#### Side B
1. ごめんねDarling　
作詞・作曲: 尾崎亜美 / 編曲: 鈴木茂
2. 愛してモナムール
作詞: 安井かずみ / 作曲: 加藤和彦 / 編曲: 清水信之
3. どきどき旅行
作詞: 安井かずみ / 作曲: 加藤和彦 / 編曲: 清水信之
4. マルガリータ ガール　
作詞: 安井かずみ / 作曲: 加藤和彦 / 編曲: 清水信之
5. Vacance
作詞: 青木茗 / 作曲: パンタ / 編曲: 清水信之
6. 化粧なんて似合わない　
作詞・作曲: 尾崎亜美 / 編曲: 鈴木茂

### CD
1. 赤と黒
2. 涼風
3. あなた色のマノン
4. I THINK SO
5. 四季
6. LA WOMAN
7. ごめんねDarling
8. 愛してモナムール
9. どきどき旅行
10. マルガリータ ガール
11. Vacance
12. 化粧なんて似合わない

## 関連作品
- 岩崎良美 SINGLESコンプリート – PONY CANYON
- 80-87 ぼくらのベスト 岩崎良美 CD-BOX＜復刻5CD＞ – PONY CANYON

## 参考資料
- オリコン『ALBUM CHART-BOOK COMPLETE EDITION 1970-2005』オリコン・マーケティング・プロモーション、2006年4月。ISBN 9784871310772。
- 岩崎良美『SINGLES』（帯）キャニオン・レコード、1982年12月5日。C28A0254。